# Glossario di teoria dei gruppi
Un gruppo è un insieme munito di un'operazione associativa dotata di elemento neutro e tale che ogni elemento possiede un inverso. Gruppi molto importanti sono costituiti da trasformazioni; altri gruppi che si incontrano spesso sono costituiti da insiemi numerici muniti della moltiplicazione. In genere l'operazione di un gruppo viene chiamata prodotto e il suo elemento neutro viene detto unità o elemento identità. In questo articolo useremo e per denotare l'unità di un gruppo.

## A

### Automorfismo
Si dice automorfismo un isomorfismo di un oggetto matematico in se stesso. L'insieme degli automorfismi di un oggetto matematico con l'operazione di composizione di funzioni forma un gruppo chiamato gruppo di automorfismi.

### Automorfismo interno
Un automorfismo interno di un gruppo {\displaystyle (G,*)} è un automorfismo indotto da un elemento {\displaystyle g} di {\displaystyle G} della forma:
{\displaystyle T_{g}(x)=g^{-1}*x*g.}

### Azione di gruppo
Siano {\displaystyle G} un gruppo ed {\displaystyle A} un insieme, siano inoltre {\displaystyle g} e {\displaystyle h} due elementi di {\displaystyle G} e {\displaystyle a} un elemento di {\displaystyle A}.
Si dice azione di gruppo una funzione:
{\displaystyle G\times A\to A}
{\displaystyle (g,a)\mapsto g\cdot a,}
dove {\displaystyle \cdot } è definita in modo tale da verificare le due seguenti condizioni:
- {\displaystyle e\cdot a=a\quad \forall a\in A;}
- {\displaystyle g\cdot (h\cdot a)=(gh)\cdot a\quad \forall g,h\in G,\ a\in A.}

## C

### Centralizzatore
Se {\displaystyle (G,*)} è un gruppo e {\displaystyle g} è un elemento di {\displaystyle G} si dice centralizzatore di {\displaystyle g} l'insieme:
{\displaystyle Z(g):=\{h\in G\,|\,g*h=h*g\}.}

### Centro
Il centro di un gruppo {\displaystyle (G,*)} è il sottoinsieme:
{\displaystyle C:=\{c\,|\,c*g=g*c\ \forall g\in G\}.}

### Coniugazione
Due elementi {\displaystyle a} e {\displaystyle b} di un gruppo {\displaystyle (G,*)} si dicono coniugati tra loro se esiste un elemento {\displaystyle h} di {\displaystyle G} tale che {\displaystyle h^{-1}*a*h=b}. Una classe di coniugio è quindi un insieme di {\displaystyle G} formato solo da elementi coniugati tra di loro, quindi la classe di coniugio di {\displaystyle a} sarà:
{\displaystyle Cl(a):=\{g^{-1}*a*g\,|\,g\in G\}.}

### Commutatore
Il commutatore di due elementi {\displaystyle a} e {\displaystyle b} di un gruppo {\displaystyle (G,*)} è definito come l'elemento:
{\displaystyle [a,b]=a*b*a^{-1}*b^{-1},}
dove {\displaystyle a^{-1}} e {\displaystyle b^{-1}} sono gli inversi rispettivamente di {\displaystyle a} e {\displaystyle b}. È da notare che se l'operazione {\displaystyle *} gode della proprietà commutativa il commutatore di qualsiasi coppia di elementi di {\displaystyle G} è uguale a:
{\displaystyle [a,b]=a*b*a^{-1}*b^{-1}=a*a^{-1}*b*b^{-1}=1.}

## E

### Estensione di un gruppo
Dati due gruppi {\displaystyle H} e {\displaystyle N}, si dice estensione del gruppo {\displaystyle N} mediante {\displaystyle H} il gruppo {\displaystyle G} in cui esista un sottogruppo normale {\displaystyle {\tilde {N}}} tale che {\displaystyle {\tilde {N}}} è isomorfo ad {\displaystyle N} e {\displaystyle G/{\tilde {N}}} è isomorfo ad {\displaystyle H}.

## G

### Gruppo abeliano
Un gruppo si dice abeliano o commutativo se la sua operazione binaria possiede la proprietà commutativa.

### Gruppo abeliano libero
Un gruppo abeliano è detto libero se ogni suo elemento può essere scritto in modo unico come combinazione finita di elementi di un suo fissato sottinsieme, detto base.
Dato un insieme qualunque {\displaystyle A} è possibile costruire il gruppo abeliano libero {\displaystyle F(A)} con base {\displaystyle A} nel seguente modo: gli elementi di {\displaystyle F(A)} sono le funzioni su {\displaystyle A} a valori interi tali che {\displaystyle f(x)=0} per ogni {\displaystyle x\in A} tranne al più un numero finito; {\displaystyle F(A)} viene reso un gruppo abeliano con l'ordinaria somma tra funzioni definita da {\displaystyle (f+g)(x)=f(x)+g(x)}, ed è libero con base data dalle funzioni {\displaystyle \{\delta _{a}\}_{a\in A}} definite da
{\displaystyle \delta _{a}(x)={\begin{cases}1\quad {\text{se}}\;x=a\\0\quad {\text{altrimenti.}}\end{cases}}}
Identificando {\displaystyle \delta _{a}} con {\displaystyle a} in modo naturale si ottiene il gruppo libero generato da {\displaystyle A}.
Questa è solo una delle (infinite) possibili costruzioni esplicite, nel senso che è possibile trovare altri gruppi isomorfi a questo usando costruzioni diverse; pertanto, risulta utile caratterizzare {\displaystyle F(A)} tramite la seguente proprietà universale: {\displaystyle F(A)} è l'unico (a meno di isomorfismi) gruppo abeliano tale che, per ogni gruppo abeliano {\displaystyle H} e per ogni funzione {\displaystyle f:A\to H}, esiste un unico omomorfismo di gruppi {\displaystyle {\tilde {f}}:F(A)\to H} che estende {\displaystyle f}.

### Gruppo ciclico
Un gruppo si dice ciclico se è generato da un insieme costituito da un solo elemento. Un tale gruppo può avere ordine finito (e in particolare ridursi semplicemente all'unità), oppure essere un gruppo ciclico di ordine infinito.

### Gruppo dei quaternioni
Il gruppo dei quaternioni è un particolare gruppo non abeliano formato da otto elementi, è il più piccolo gruppo hamiltoniano ed è anche il secondo gruppo non abeliano più piccolo, dopo il gruppo simmetrico {\displaystyle S_{3}}.

### Gruppo diedrale
Un gruppo diedrale di ordine {\displaystyle 2n} è un gruppo formato dalle isometrie del piano che lasciano immutati i poligoni regolari con {\displaystyle n} lati.

### Gruppo di Dedekind
Un gruppo di Dedekind è un gruppo in cui ogni sottogruppo è normale.

### Gruppo finitamente generato
Un gruppo si dice finitamente generato se è generato da un insieme finito di elementi.

### Gruppo finito
Un gruppo finito è un gruppo costituito da un numero finito di elementi.

### Gruppo generale lineare
Il gruppo generale lineare, denotato spesso con {\displaystyle \mathrm {GL} (n,K)}, è il gruppo delle matrici invertibili n × n con elementi nel campo K; particolarmente importanti sono i gruppi lineari generali sul campo dei numeri reali e dei numeri complessi.

### Gruppo hamiltoniano
Un gruppo hamiltoniano è un gruppo non abeliano in cui ogni sottogruppo è normale.

### Gruppo libero
Un gruppo {\displaystyle G} si dice libero se esiste un sottoinsieme {\displaystyle S} di {\displaystyle G} tale che è possibile scrivere ogni elemento di {\displaystyle G} come prodotto di un numero finito di elementi di {\displaystyle S} e dei suoi inversi in modo unico.

### Gruppo nilpotente
Un gruppo {\displaystyle G} si dice nilpotente se la catena di sottogruppi normali:
{\displaystyle \{e\}=Z_{0}\subseteq Z_{1}\subseteq \dots \subseteq Z_{n}=G,}
con {\displaystyle Z_{k+1}/Z_{k}} centro del gruppo quoziente {\displaystyle G/Z_{k}}, termina finitamente.

### Gruppo risolubile
Un gruppo {\displaystyle G} è risolubile se esiste una catena di sottogruppi
{\displaystyle \{e\}\subseteq H_{1}\subseteq H_{2}\subseteq \cdots \subseteq H_{n}=G}
in cui ogni {\displaystyle H_{i}} è normale in {\displaystyle H_{i+1}} e il gruppo quoziente {\displaystyle H_{i+1}/H_{i}} è abeliano.

### Gruppo semplice
Gruppo che non contiene sottogruppi normali diversi dall'unità e da sé stesso. Ogni gruppo finito è costruibile prendendo dei gruppi semplici ed operando delle estensioni di gruppi: dunque lo studio e la classificazione dei gruppi semplici finiti è centrale nello studio dei gruppi finiti in generale.

### Gruppo simmetrico
Il gruppo simmetrico è il gruppo formato da tutte le permutazioni degli elementi di un insieme e dall'operazione di composizione di funzioni. Solitamente il gruppo simmetrico delle permutazioni di un insieme di cardinalità {\displaystyle n} viene indicato con {\displaystyle S_{n}}.

### Gruppo quoziente
Se {\displaystyle G} è un gruppo ed {\displaystyle N} un sottogruppo normale di {\displaystyle G} allora si dice gruppo quoziente o gruppo fattore di {\displaystyle G} per {\displaystyle N} l'insieme
{\displaystyle G/N=\{gN\,|\,g\in G\}=\{Ng\,|\,\forall g\in G\}}
dei laterali destri o sinistri di {\displaystyle G}.

## I

### Insieme generatore di un gruppo
Se {\displaystyle (G,*)} è un gruppo si dice che un sottoinsieme {\displaystyle S} di {\displaystyle G} è un insieme generatore del gruppo {\displaystyle G} se per ogni elemento {\displaystyle g} appartenente a {\displaystyle G} si ha che {\displaystyle g=s_{1}*\dots *s_{n}} con {\displaystyle s_{1},\dots ,s_{n}} appartenenti a {\displaystyle S}.

### Inverso
Se {\displaystyle (G,*)} è un gruppo, {\displaystyle a} e {\displaystyle b} sono due elementi di {\displaystyle G} si dice che {\displaystyle b} è l'inverso di {\displaystyle a} se {\displaystyle a*b=b*a=1}, spesso l'elemento inverso di un elemento {\displaystyle a} viene indicato come {\displaystyle a^{-1}}.

### Isomorfismo tra gruppi
Un omomorfismo tra due gruppi si dice isomorfismo se è anche biettivo.

## L

### Laterale
Se {\displaystyle G} è un gruppo, {\displaystyle H} è un sottogruppo di {\displaystyle G} e {\displaystyle g} è un elemento di {\displaystyle G} si dice laterale destro di {\displaystyle H} in {\displaystyle G} rappresentato da {\displaystyle a} l'insieme:
{\displaystyle Ha=\{ha\,|\,h\in H\},}
e si dice laterale sinistro di {\displaystyle H} in {\displaystyle G} rappresentato da {\displaystyle a} l'insieme:
{\displaystyle aH=\{ah\,|\,h\in H\}.}

## N

### Normalizzatore
Se {\displaystyle (G,*)} è un gruppo e {\displaystyle (S,*)} è un sottogruppo di {\displaystyle G} si dice normalizzatore di {\displaystyle S} l'insieme:
{\displaystyle N_{G}(S):=\{h\in G\,|\,hS=Sh\}}

### Nucleo di un omomorfismo tra gruppi
Se {\displaystyle G} e {\displaystyle H} sono due gruppi, il nucleo o kernel di un omomorfismo {\displaystyle \Omega :G\to H} è l'insieme degli elementi di {\displaystyle G} che hanno come immagine l'unità di {\displaystyle H}.

## O

### Omologia
Un'omologia è una successione di gruppi abeliani assegnata ad un particolare oggetto matematico (come uno spazio topologico o un gruppo) che fornisce in qualche maniera informazioni sull'oggetto in considerazione. Un'omologia su un oggetto {\displaystyle X} viene indicata come:
{\displaystyle H_{0}(X),H_{1}(X),H_{2}(X),H_{3}(X),\dots }

### Omomorfismo di gruppi
Se {\displaystyle (G,*)} e {\displaystyle (H,\star )} sono due gruppi la funzione {\displaystyle f:G\to H} si dice omomorfismo tra {\displaystyle G} e {\displaystyle H} se per ogni {\displaystyle a} e {\displaystyle b} appartenenti a {\displaystyle G} si ha:
{\displaystyle f(a*b)=f(a)\star f(b)}

### Ordine di un elemento
Se {\displaystyle (G,*)} è un gruppo e {\displaystyle g} è un elemento di {\displaystyle G}, si dice ordine di {\displaystyle g} l'ordine del gruppo ciclico generato da {\displaystyle g}.

### Ordine di un gruppo
Se {\displaystyle (G,*)} è un gruppo, il suo ordine è la cardinalità dell'insieme {\displaystyle G} cioè il numero dei suoi elementi. Spesso l'ordine di un gruppo {\displaystyle G} viene indicato come {\displaystyle |G|}.

## P

### p-gruppo
Un gruppo primario (o p-gruppo) è un gruppo i cui elementi hanno un ordine che è potenza di un numero primo p.

### Presentazione di un gruppo
Una presentazione di un gruppo è una particolare definizione ottenuta mediante l'elencazione dei seguenti insiemi:
- i generatori del gruppo, ovvero degli elementi il cui prodotto combinato dà origine a tutti gli elementi del gruppo;
- le relazioni, ovvero una serie di uguaglianze tra i vari elementi del gruppo.

### Problema di Burnside
Il problema di Burnside è un quesito di teoria dei gruppi proposto nel 1902 da William Burnside. Il problema può essere formulato in questo modo:
Se un gruppo è finitamente generato e tutti i suoi elementi hanno ordine finito allora il gruppo è finito?
La risposta a questa domanda è stata dimostrata essere negativa nel 1964 da Golod e Šafarevič.

### Prodotto diretto e semidiretto
Il prodotto diretto di due gruppi {\displaystyle (G_{1},*)} e {\displaystyle (G_{2},\star )} è un altro gruppo, costruito prendendo il prodotto cartesiano {\displaystyle G_{1}\times G_{2}} e definendo la legge di composizione:
{\displaystyle (a_{1},a_{2})\cdot (b_{1},b_{2}):=(a_{1}*b_{1},a_{2}\star b_{2}),}
dove {\displaystyle a_{1},b_{1}\in G_{1}} e {\displaystyle a_{2},b_{2}\in G_{2}}.
Il prodotto semidiretto è una generalizzazione del concetto di prodotto diretto. Un prodotto semidiretto di due gruppi {\displaystyle (G_{1},*)} e {\displaystyle (G_{2},\star )} ha sempre come elementi quelli del prodotto cartesiano {\displaystyle G_{1}\times G_{2}}. La legge di composizione però dipende anche da un omomorfismo particolare scelto fra gli omomorfismi {\displaystyle \psi :(G_{2},\star )\rightarrow Aut((G_{1},*))}

### Prodotto libero
Siano {\displaystyle G} e {\displaystyle H} due gruppi. Si definisce parola in {\displaystyle G} e {\displaystyle H} una successione finita di elementi {\displaystyle s_{1}\dots s_{n}} dove {\displaystyle s_{i}} è un elemento di {\displaystyle G} o di {\displaystyle H}.
Il prodotto libero {\displaystyle G*H} tra {\displaystyle G} e {\displaystyle H} è il gruppo di tutte le parole in {\displaystyle G} e {\displaystyle H} a meno di una relazione di equivalenza. L'operazione di gruppo è il concatenamento delle parole.

## R

### Rango di un gruppo abeliano
Il rango di un gruppo abeliano {\displaystyle G} rappresenta la dimensione del più grande gruppo abeliano libero contenuto in {\displaystyle G}.

### Rappresentazione di un gruppo
Una rappresentazione di un gruppo {\displaystyle G} su uno spazio vettoriale {\displaystyle V} su un campo {\displaystyle K} è un omomorfismo di gruppi da {\displaystyle G} al gruppo generale lineare su V (spesso indicato con {\displaystyle \mathrm {GL} (V)}).

### Relazione di congruenza
Se {\displaystyle (G,*)} è un gruppo e {\displaystyle \sim } è una relazione binaria su {\displaystyle G} allora {\displaystyle \sim } è una congruenza se:
- dato un generico elemento {\displaystyle a} di {\displaystyle G}, {\displaystyle a\sim a};
- dati i generici elementi {\displaystyle a} e {\displaystyle b} di {\displaystyle G}, se {\displaystyle a\sim b} allora {\displaystyle b\sim a}
- dati i generici elementi {\displaystyle a}, {\displaystyle b} e {\displaystyle c} di {\displaystyle G}, se {\displaystyle a\sim b} e {\displaystyle b\sim c} allora {\displaystyle a\sim c};
- dati i generici elementi {\displaystyle a} e {\displaystyle b} di {\displaystyle G}, se {\displaystyle a\sim b} allora {\displaystyle a^{-1}\sim b^{-1}}
- dati i generici elementi {\displaystyle a_{1}}, {\displaystyle a_{2}}, {\displaystyle b_{1}} e {\displaystyle b_{2}} di {\displaystyle G} se {\displaystyle a_{1}\sim b_{1}} e {\displaystyle a_{2}\sim b_{2}} allora {\displaystyle a_{1}*a_{2}\sim b_{1}*b_{2}}.

### Relazione di equivalenza
Una relazione di equivalenza {\displaystyle \sim } è una relazione binaria tra elementi di un insieme {\displaystyle A} riflessiva, simmetrica e transitiva quindi
- {\displaystyle x\sim x\quad \forall x\in A}
- {\displaystyle x\sim y} implica {\displaystyle y\sim x\quad \forall x,y\in A}
- {\displaystyle x\sim y} e {\displaystyle y\sim z} implicano {\displaystyle x\sim z\quad \forall x,y,z\in A}

### Reticolo dei sottogruppi di un gruppo
Se {\displaystyle G} è un gruppo allora il reticolo dei sottogruppi del gruppo {\displaystyle G} è la struttura algebrica formata dall'insieme dei sottogruppi di {\displaystyle G} e dall'operazione di inclusione fra insiemi.

## S

### Somma diretta
Il prodotto diretto tra due gruppi scritti in forma additiva viene anche chiamato somma diretta.

### Sottogruppo
Se {\displaystyle G} è un gruppo rispetto all'operazione {\displaystyle *} allora si dice sottogruppo un sottoinsieme di {\displaystyle G} chiuso rispetto all'operazione {\displaystyle *}.

### Sottogruppo caratteristico
Un sottogruppo si dice caratteristico se viene mandato in sé da ogni automorfismo del gruppo che lo contiene

### Sottogruppo di torsione
Se {\displaystyle (G,*)} è un gruppo il suo sottogruppo di torsione è l'insieme dei suoi elementi aventi ordine finito. Gli elementi di un sottogruppo di torsione si dicono elementi di torsione.

### Sottogruppo normale
Se {\displaystyle G} è un gruppo si dice che il gruppo {\displaystyle H} è un sottogruppo normale di {\displaystyle G} se è un sottogruppo di {\displaystyle G} e per ogni elemento {\displaystyle g} di {\displaystyle G} i laterali destri {\displaystyle Hg} di H coincidono con i laterali sinistri {\displaystyle gH} di H.

## T

### Tabella di Cayley
Tabella a doppia entrata che mostra i risultati di tutti i possibili prodotti tra gli elementi di un gruppo finito, descrivendone quindi la struttura. Può essere usata per dedurre velocemente proprietà di un gruppo quali il centro o l'abelianità.

### Teorema di isomorfismo
Nella teoria dei gruppi esistono tre teoremi di isomorfismo che definiscono degli isomorfismi tra vari oggetti della teoria dei gruppi.

### Teorema di Lagrange
Il teorema di Lagrange è un enunciato che afferma che ogni sottogruppo di un gruppo finito ha ordine che divide l'ordine del gruppo. Quindi se {\displaystyle G} è un gruppo e {\displaystyle S} è un sottogruppo di {\displaystyle G} allora l'ordine di {\displaystyle S} divide l'ordine di {\displaystyle G}.

### Teorema enorme
Il teorema enorme è l'enunciato che elenca tutti tipi di gruppi finiti semplici esistenti, cioè risolve il problema della classificazione di tali gruppi. Il nome è dovuto al fatto che la dimostrazione completa richiede sviluppi presentati in una gran quantità di articoli, per un complesso di circa 16000 pagine.

### Teoremi di Sylow
Importanti teoremi riguardanti i {\displaystyle p}-gruppi.

## U

### Unità
Se {\displaystyle (G,*)} è un gruppo, si dice unità o elemento neutro del gruppo {\displaystyle G} l'elemento {\displaystyle g} appartenente a {\displaystyle G} tale che per ogni {\displaystyle a} in {\displaystyle G} si ha che {\displaystyle a*g=g*a=a}. L'unità di un gruppo {\displaystyle (G,*)} si indica spesso con {\displaystyle e} oppure {\displaystyle 1_{G}} o anche semplicemente come {\displaystyle 1}.